# ريتشارد هنت (سياسي)
ريتشارد هنت هو سياسي كندي، ولد في 15 ديسمبر 1832، وتوفي في 8 سبتمبر 1915. حزبياً، نشط في الحزب الليبرالي في نوفا سكوشا ‏. وقد انتخب عضو مجلس نواب نوفا سكوتيا.